# 제품 활성화
제품 활성화(영어: product activation)는 컴퓨터 소프트웨어 프로그램이 요구하는 라이선스 검사 과정이다. 제품 활성화는 고유의 설치 ID를 만들기 위해 응용 소프트웨어가 하드웨어 일련 번호와 제품의 라이선스에 대한 ID 숫자를 분석하는 방식이다. 설치 ID는 제조업체로 보내져서 인증되고 제품 키가 여러 곳에 쓰이고 있는지의 여부를 확인한다. 흔히 정품 인증이라고도 부른다.
셰어웨어 소프트웨어를 '레지스터 코드' 등을 입력해 정품으로 전환하는 것을 제품 활성화로 칭하기도 한다. CD 키, 자동식 코드, 사용자 정보 입력 등의 방법이 있다.

## 같이 보기
- CD 키
- 윈도 제품 활성화
- 디지털 권리 관리